# Villa Mirra
Villa Mirra, conosciuta anche come Villa Siliprandi, è uno storico edificio di Cavriana, in provincia di Mantova.

## Storia
Di origini cinquecentesche, fu riedificata o ristrutturata nel 1770, sotto la dominazione austriaca, utilizzando i materiali dovuti all'abbattimento della cinta muraria e del castello. Il castello appartenne alla famiglia Gonzaga di Mantova e Carlo Gonzaga l'assegnò in dote alla figlia Cecilia nel 1479 quando sposò il conte Odorico d'Arco. Nel Catasto Teresiano del 1777 troviamo informazioni architettoniche sulla villa. Gli austriaci, al comando del maresciallo Dagobert Sigmund von Wurmser, v'insediarono il loro quartier generale durante la battaglia di Castiglione del 5 agosto 1796 contro Napoleone Bonaparte.
 

Dagli inizi e sino a metà dell'Ottocento l'edificio passò in proprietà ad alcune famiglie nobili mantovane. Nel 1857 la villa viene venduta da Luigi Amedei a Giuseppe Ignazio Pastore, la cui figlia si chiamava Mirra. Dopo la vittoria nella battaglia di Solferino e San Martino il 24 giugno 1859 nella villa soggiornò Napoleone III. Nel 1900 fu acquistata dalla famiglia Siliprandi. Fu di proprietà dei Siliprandi fino al 1974 e passò poi al Comune di Cavriana nel 1978; durante questi anni la villa fu spogliata di diversi arredi.

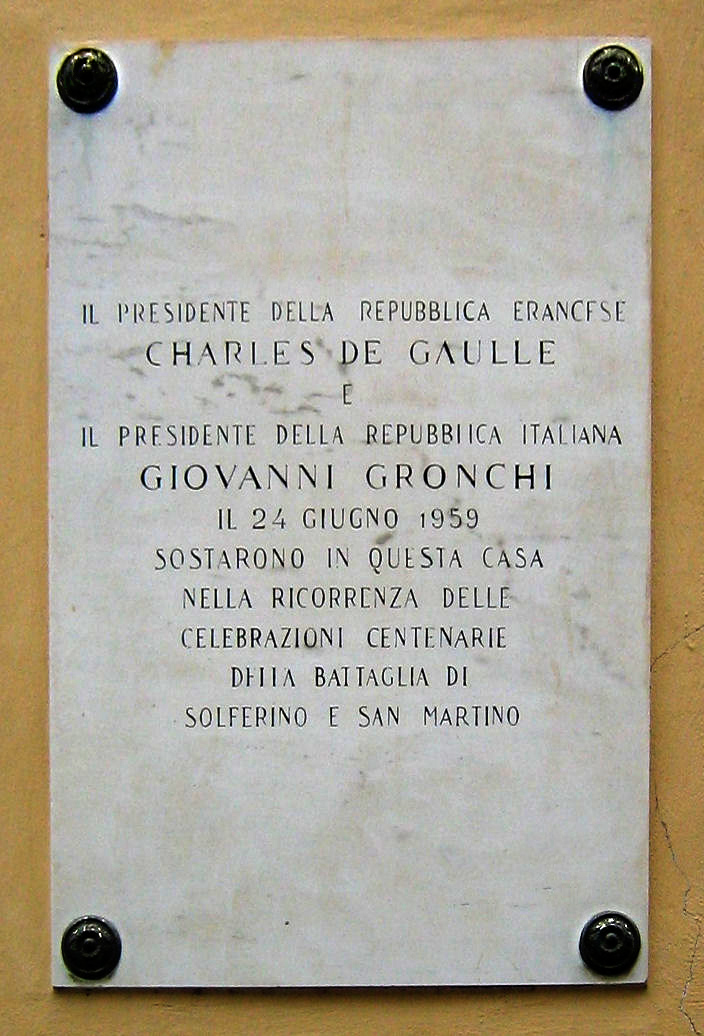
Lapide ai presidenti De Gaulle e Gronchi

Un importante avvenimento si è svolto nella villa il 24 giugno 1959, primo centenario della battaglia di Solferino e San Martino, quando ospitò il Presidente della Repubblica Francese Generale Charles De Gaulle e il Presidente della Repubblica Italiana Giovanni Gronchi per la colazione ufficiale nel salone al piano nobile.
Oggi l'edificio ospita il Museo archeologico dell'Alto Mantovano in un'ala e viene utilizzato dal comune o affittato per eventi.